# До Нюан
До Нюа́н (вьет. Đỗ Nhuận; 10 сентября 1922, Хайзыонг, Французский Индокитай, ныне Вьетнам — 18 мая 1991, Ханой, Вьетнам) — вьетнамский композитор, общественный деятель, музыковед и педагог.

## Биография
В 1955—1958 годах — руководитель Центрального ансамбля песни и пляски Вьетнамской армии. В 1958—1983 годах — генеральный секретарь Союза композиторов Вьетнама. Автор статей о вьетнамской музыке. Писал музыку к фильмам.

## Сочинения
- опера «Девушка Шао» / Cô Sao (1965, Ханой)
- опера «Ваятель» / Người tạc tượng (1971, Ханой)
- оперетта
- симфонические произведения
- инструментальные сочинения
- песни

## Награды
- Государственная премия имени Хо Ши Мина